# كادو
كادو (23 أبريل 1982 بكويابا في البرازيل - ) هو لاعب كرة قدم برازيلي في مركز الهجوم. لعب مع اتحاد أبناء سخنين وبيرسخوت إيه سي وجونبك هيونداي موتورز ونادي حتا ونادي فاسكو دا غاما ويو دي ليريا وHapoel Nir Ramat HaSharon F.C. ‏ ونادي أولهانينسي ونادي فيلا ريو.

## وصلات خارجية
- كادو على موقع دوري كوريا الجنوبية (الإنجليزية)
- كادو على موقع قاعدة بيانات كرة القدم.إي يو (الإنجليزية)